# Diocèse de Ciudad Victoria
Le diocèse de Ciudad Victoria (en latin : Dioecesis Civitatis Victoriensis ; en espagnol : Diócesis de Ciudad Victoria) est un diocèse de l'Église catholique du Mexique, suffragant de l'archidiocèse de Monterrey.

## Territoire

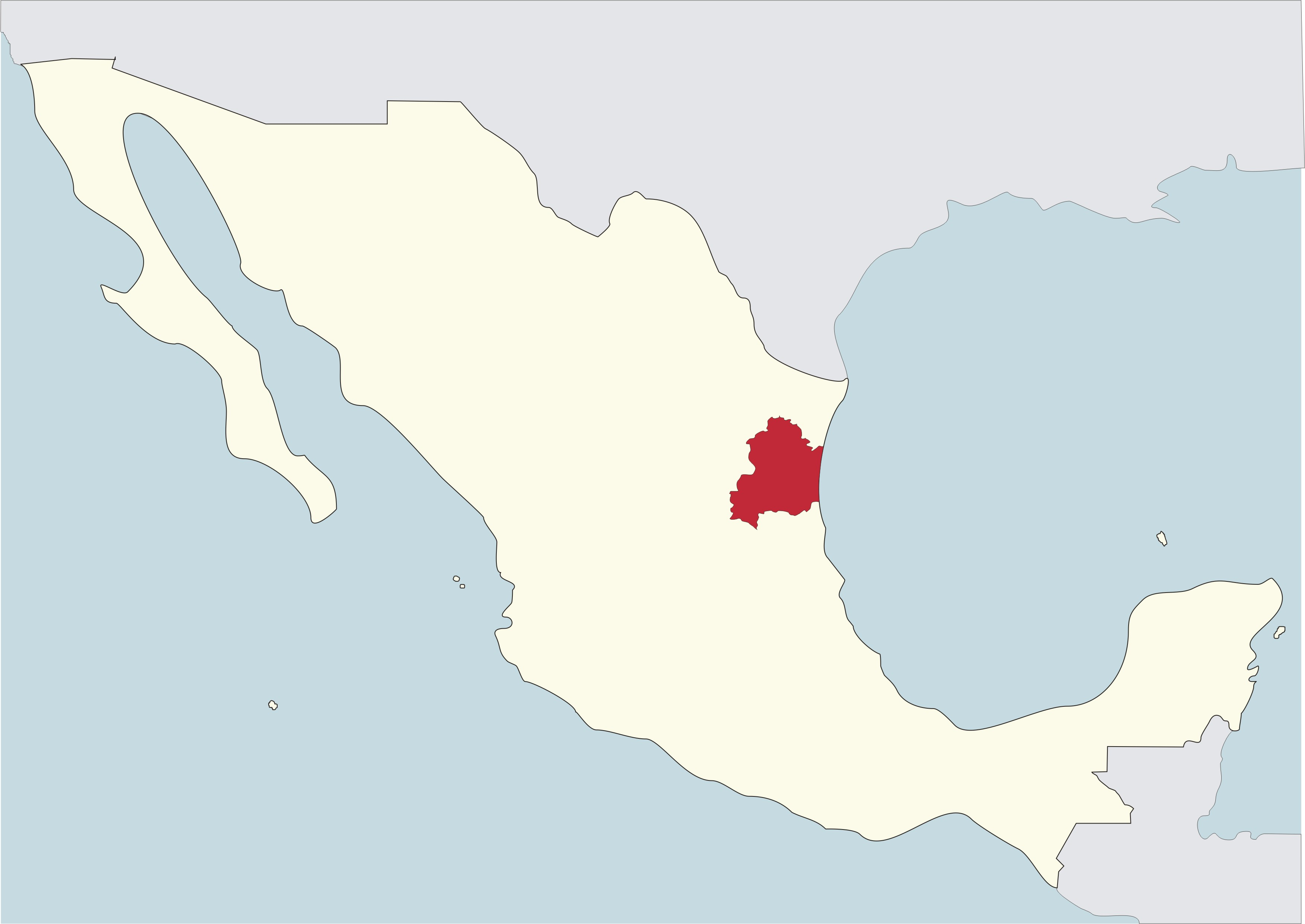
Le diocèse de Ciudad Victoria en rouge sur la carte du Mexique

Il comprend les municipalités d'Abasolo, Burgos, Bustamante, Casas, Cruillas, Güémez, Hidalgo, Jaumave, Jiménez, Llera, Mainero, Miquihuana, Padilla, Palmillas, San Carlos, San Nicolás, Soto la Marina, Victoria, Villagrán et Tula de l'État de Tamaulipas.
Il possède un territoire d'une superficie de 39 720 km2 divisé en 35 paroisses. Le siège épiscopal est dans la ville de Ciudad Victoria où se trouve la cathédrale du Sacré-Cœur-de-Jésus (es).

## Historique
Un diocèse de Ciudad Victoria-Tamaulipas est érigé en 1870 par le pape Pie IXmais le siège épiscopal est transféré en 1922 à Tampico. En 1958, il prend le nom de diocèse de Tampico.
L'actuel diocèse de Ciudad Victoria est érigé le 21 décembre 1964 par la constitution apostolique Cum sit Ecclesia du pape Paul VI en prenant sur le territoire des diocèses de Matamoros et de Tampico.

## Évêques
- José de Jesús Tirado Pedraza (1 avril 1965 - 25 janvier 1973), nommé évêque auxiliaire de Monterrey
- Alfonso de Jesús Hinojosa Berrones (12 février 1974 - 31 mai 1985), nommé évêque auxiliaire de Monterrey
- Raymundo López Mateos, O.F.M (20 décembre 1985 - 3 novembre 1994)
- Antonio González Sánchez (3 novembre 1995 - 30 mars 2021)
- Óscar Efraín Tamez Villareal, depuis le 23 septembre 2021